# Daylight Dies
Daylight Dies ist eine US-amerikanische Death-Doom-Band aus Raleigh, North Carolina, die seit 1996 aktiv ist.

## Bandgeschichte
Daylight Dies wurde 1996 von Barre Gambling und Jesse Haff gegründet. Im Jahr 1999 nahmen die beiden das erste Demo der Band auf, The Long Forgotten. Im Jahr 2000 stieß Guthrie Iddings als Sänger zur Band und das Trio nahm das zweite Demo der Band, Idle, auf, das über Tribunal Records veröffentlicht wurde. 2001 kam Egan O’Rourke als Bassist hinzu und die Band nahm ein Zwei-Song-Demo auf, das nur für Plattenfirmen gedacht war. Ende 2001 unterschrieben sie bei Relapse Records. Im Jahr 2002 veröffentlichte Daylight Dies ihr erstes Studioalbum No Reply. Danach tourte die Band mit Katatonia durch Europa und mit Lacuna Coil durch die Vereinigten Staaten und Kanada. Nach der Tour verließ Sänger Guthrie Iddings die Band und wurde durch Nathan Ellis ersetzt. Charley Shackelford stieß als zweiter Gitarrist dazu. Im November 2005 unterschrieb Daylight Dies bei Candlelight Records und veröffentlichte im März 2006 ihr zweites Studioalbum Dismantling Devotion.
Am 13. und 14. Juli 2006 trat Daylight Dies als Hauptsupport für Emperor in New York City auf. Am 9. August 2006 feierte die Band die Premiere ihres ersten Musikvideos zu dem Song Lies That Bind. Zwischen dem 20. Oktober und dem 19. November 2006 begab sie sich auf ihre erste komplette Nordamerika-Tournee als Support für Dismantling Devotion zusammen mit Moonspell aus Portugal und Katatonia aus Schweden. Daylight Dies begab sich im Dezember 2007 ins Studio, um mit den Aufnahmen zu ihrem dritten Album Lost to the Living zu beginnen. Wie Dismantling Devotion wurde das Album von Jens Bogren in den Fascination Street Studios gemischt und gemastert. Nach der Veröffentlichung des Albums im Jahr 2008 unterstützte die Band es mit zwei Nordamerikatouren – eine mit Candlemass und eine weitere mit Soilwork, Darkane und Swallow the Sun. Ende 2011 nahm die Band ihr viertes Full-Length-Album mit dem Titel A Frail Becoming auf. Das Album wurde wieder von Jens Bogren in den Fascination Street Studios gemischt und gemastert und wurde 2012 von Candlelight Records veröffentlicht.

## Stil
Daylight Dies Stil wird mit jenem der frühen Katatonia verglichen. Als weitere Vergleichsgröße werden Atten Ash und Slumber angeführt. Anfänglich spielte die Band Melodic Death Metal, entwickelte sich aber schnell zu einer Melodic-Death-Doom-Band mit „krachenden Riffs, schwerer Atmosphäre, exzellenter Leadgitarrenarbeit und monströsen Gesang“, die zusammen einen langsamen und melancholischen Klang ergeben.
Als Vergleichbar wird das Frühwerk der Band Katatonia sowie Künstler wie Rapture, Swallow the Sun, October Tide, Ghost Brigade, Slumber und Hanging Garden aufgeführt.

## Diskografie
Alben
- 2002: No Reply (Relapse)
- 2006: Dismantling Devotion (Candlelight)
- 2008: Lost to the Living (Candlelight Records)
- 2012: A Frail Becoming (Candlelight Records)

Singles
- 2008: A Portrait in White (Candlelight Records)

Live-Alben
- 2005: Live at the Contamination Festival (Relapse Records)

Demos
- The Long Forgotten (Eigenveröffentlichung/Independent)

EPs
- 2000: Idle (Tribunal Records)